# كأس العالم لكرة السلة للسيدات 1957
كأس العالم لكرة السلة للنساء 1957 هو موسم من كأس العالم لكرة السلة للنساء. أقيم خلال الفترة 13 أكتوبر 1957 وحتى 26 أكتوبر 1957، وشارك فيه  12 فريقاً، وفاز فيه منتخب الولايات المتحدة الوطني لكرة السلة للنساء.